# Lístvenni (Vladímir)
|  | Per a altres significats, vegeu «Lístvenni». |

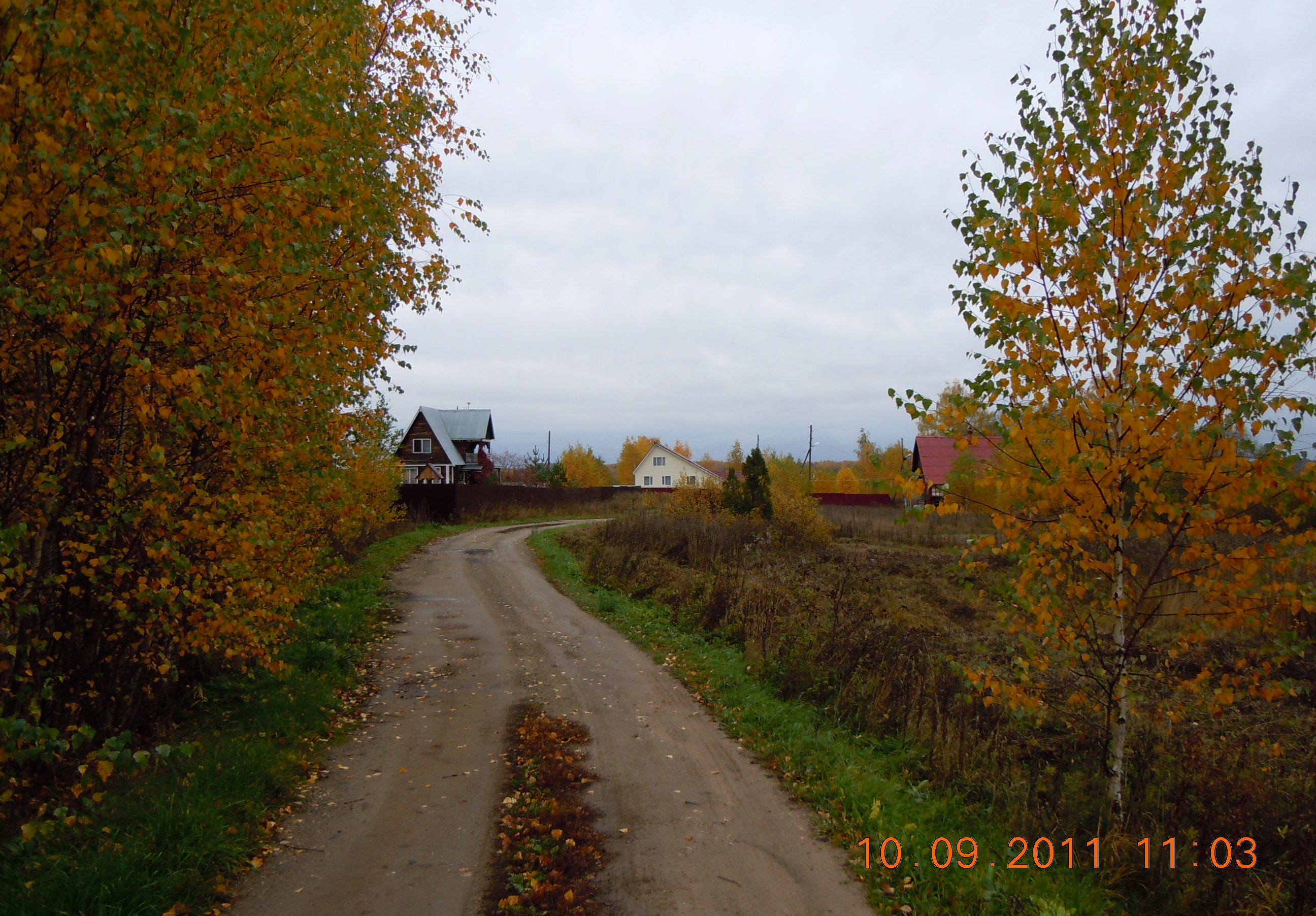
Exterior del poble.

Lístvenni (en rus: Лиственный) és un poble de l'óblast de Vladímir, a Rússia, segons el cens del 2010 tenia 21 habitants. Pertany al districte municipal de Iúriev-Polski.